# مؤسسة الهدف للإنتاج الفني
مؤسسة الهدف للإنتاج الفني هي شركة إنتاج فني سعودية استمرت الشركة إلی طاش 15 وهي شركة يمتلكها الآن ويديرها عبد الله السدحان، وهي ثاني أضخم شركة إنتاج في السعودية بعد شركة الصدف للإنتاج الصوتي والمرئي، وكما يقل ظهورها في إنتاج الأعمال التلفزيونية وربما يرجع السبب إلى ميزانيتها الضعيفة.

## أعمالها
- طاش ما طاش (مسلسل).
- القصر (مسلسل).
- طالع نازل (مسلسل).
- طيش عيال (رسوم متحركة).
- 37 درجة مئوية (مسلسل).
- الو مرحبا (مسلسل).
- كلنا عيال قرية (مسلسل).[1]